# Thomas Morris (senator)

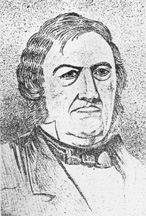
Thomas Morris (senator)

Thomas Morris, född 3 januari 1776 i Berks County, Pennsylvania, död 7 december 1844 i Clermont County, Ohio, var en amerikansk politiker och slaverimotståndare. Han representerade delstaten Ohio i USA:s senat 1833-1839. Han var James G. Birneys vicepresidentkandidat i presidentvalet i USA 1844.
Morris studerade juridik och inledde 1804 sin karriär som advokat i Bethel, Ohio. Han var aktiv som demokrat-republikan i delstatspolitiken i Ohio och blev senare anhängare av Andrew Jackson och gick med i demokraterna. Han efterträdde 1833 Benjamin Ruggles som senator för Ohio. Han kandiderade inte till omval efter en mandatperiod i senaten och efterträddes av Benjamin Tappan.
Efter sin tid i senaten var Morris verksam som jordbrukare. Han tackade 1844 ja till att bli abolitionisten James G. Birneys vicepresidentkandidat. Birney och Morris ställde upp för Liberty Party. De kom på tredje plats efter demokraterna och whigpartiet. Morris avled en månad efter valet. Hans grav finns på First Bethel Cemetery i Bethel, Ohio.
Morris County, Kansas har fått sitt namn efter Thomas Morris. Countyt hette ursprungligen Wise County men abolitionisterna ville ändra namnet till Morris County efter hängningen av John Brown år 1859, en händelse som Henry A. Wise var ansvarig för i egenskap av guvernör i Virginia. Ändringsförslaget godkändes.